# Palaeomolis palmeri
Palaeomolis palmeri är en fjärilsart som beskrevs av Rothschild 1910. Palaeomolis palmeri ingår i släktet Palaeomolis och familjen björnspinnare. Inga underarter finns listade i Catalogue of Life.

## Bildgalleri

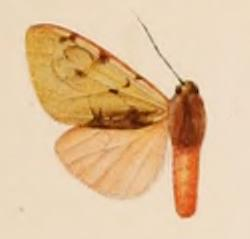